# Parque das Dunas da Aguda
O Parque das Dunas da Aguda foi criado em 1997, resultado da aprovação de um programa LIFE. Situado em Vila Nova de Gaia, o parque tem uma dimensão de 3 hectares, tendo servido de inspiração para a criação de outros parques do mesmo género, como o parque das dunas da praia da memória, em Matosinhos.
O parque protege espécies raras que apenas existem no Douro Litoral, como a Rhynchosinapis johnstoni (S a m p.) Heywood, ou a Jasione lusitanica A. DC. Possui ainda o estatuto de protecção no Anexo II da Directiva Habitats.